# 金属バット (お笑いコンビ)
金属バット（きんぞくバット）は、吉本興業（大阪本社）所属のお笑いコンビ。2007年4月結成。NSC大阪校29期生。THE SECOND 〜漫才トーナメント〜2023・2024・2025ファイナリスト。

## メンバー
小林 圭輔（こばやし けいすけ、1986年3月6日 - ）（39歳）
ボケ担当、立ち位置は向かって左。
大阪府堺市出身。
堺市立工業高等学校材料システム科卒業。
身長182cm、体重70kg。血液型A型。丸坊主が特徴。
母子家庭で育ち、姉がいる。
高校卒業後は求人を頼り一度は寿司屋へ就職したが職場での暴力に耐えかねて退職し、後に別の会社へ再就職した。NSC入学前には再び退職し、パチンコ屋のアルバイトで入学金を稼いでいた。
2023年3月31日に結婚し、4月6日配信のYouTubeラジオ「金属バットの声流電刹」第152回の中で発表した。
俳優の大東駿介とは幼馴染であり、少年期には極貧生活で引きこもっていた大東を助け出している。
趣味はネットサーフィン、読書（SFから宗教本、『週刊少年ジャンプ』に至るまで週に7冊のペース）、ランチ巡り、格闘ゲーム。ストリートファイターでは11キャラでマスターランクを保持する腕前で、「有吉ぃぃeeeee!そうだ!今からお前んチでゲームしない?」（テレビ東京）に出演した際は田中卓志（アンガールズ）を下した。
憧れの芸人として吉本新喜劇の安尾信乃助を挙げている。また、お笑いを志すきっかけとなったテレビ番組についても吉本新喜劇と回答している。
出てみたいテレビ番組として『世界陸上』を挙げている。
足腰を鍛えるため、舞台上では革靴を履いている。
友保 隼平（ともやす しゅんぺい、1985年8月11日 - ）（39歳）
ツッコミ担当、立ち位置は向かって右。
兵庫県明石市出身､堺市育ち｡
堺市立三国丘中学校、堺市立工業高等学校材料システム科卒業。
身長172cm、体重59kg。血液型AB型。
眉毛がなく、長髪・出っ歯・猫背・コテコテの泉州弁が特徴。
兄と亡くなった妹がいる。小林からは母親が左翼であることを指摘されている。
高校卒業後は定職に就かずに家を追い出され、フリーターとして過ごしていた。NSC入学前には映画の専門学校に通っていたことがある。
桜井雅斗（吉本新喜劇所属）は同じ中学の2学年後輩。
趣味はバイクの運転、映画鑑賞、人を笑顔にすること。
お笑いを志したきっかけとなる人物として、『ホット・ショット』に出演していたチャーリー・シーンを挙げたことがある。また、『生きもの地球紀行』の影響を受け自然を意識しており、出てみたいテレビ番組として『地球ドラマチック』を挙げている。
相方・小林とは対照的に、舞台上では上履きを履いている。
2015年以降伸ばし続けている長髪がトレードマーク。しかし一度2021年1月25日配信の『金属バットもういっちょ』内で断髪式を行い40cmカット。切った髪はヘアドネーションとして寄付をした。
39歳の誕生日を迎えた2024年8月11日、自身のXにて結婚を発表。

## 略歴
2006年4月、堺市立工業高等学校の同級生であった2人が共にNSC大阪校へ入学。コンビ名を決める際、金属バットの他に「超豪華中華三昧」「チェインギャング」が候補に挙がった。
デビュー後はbaseよしもと（後の5upよしもと）のオーディションライブ「baseプレステージ」や数多くのインディーズライブに出演。ワッハ上方レッスンルームには2013年に閉鎖するまで頻繁に出演し、2012年5月には初単独ライブも行った。
2009年5月2日、『マツケン・今ちゃん・オセロのGO!GO!サタ』（フジテレビ）でテレビ初出演。スタジオゲストの大東俊介の幼馴染として小林がVTRで登場し、友保と共にネタを披露した。
2013年4月、YouTubeにて自主ラジオ『金属バットのラジオバンダリー』の配信を開始。2018年9月9日に一旦終了したが、同年12月から大阪・ポストよしもとでの公式ライブとして公開収録が復活し、以後月1回更新。その後2019年8月のポストよしもと閉館に伴い番組は再度幕を閉じた。
2016年8月、初の東京での単独ライブ「KAZOKU」を開催。
同年10月、友保が道頓堀角座で開催されたバッファロー吾郎主催の「ダイナマイト関西2016オープントーナメント プレ予選」で優勝を果たし、なんばグランド花月で開催された予選トーナメントに出場。西田幸治（笑い飯）に初戦で敗れた。
2017年6月、西田幸治（笑い飯）の推薦で『マヨなか笑人』（読売テレビ）に出演しネタを披露。
2018年4月、先述のラジオバンダリー5周年を記念した単独ライブ『大ラジオバンダリー』を開催。チケットは3分で300件の応募があり即完売。しかしこの単独ライブを始め、本来吉本ではNGとされているインディーズライブへの出演を多数行ったことのペナルティとして吉本公式の仕事が一旦全てなくなった。それと同時によしもと漫才劇場にも出入り禁止の状態となっていたが、2019年2月19日「新ネタライブ!!ハイキック寄席!!」で1年4か月ぶりに出演。以降は「さらにさらにマンゲキ」「マイネタバトル」「漫才漫才×コントコント」など毎月のユニットライブもスタートし、劇場所属ではないものの毎月定期的に出演している。
同年9月6日から9月17日まで大阪・あべのロフトにて期間限定で初の公式グッズを販売。
2018年のM-1敗者復活戦までは共にアルバイトをしていたが（小林はファミリーマートの夜勤、友保はゲームセンターや出前バイトを経て最終的に天王寺動物園のソフトクリーム売り場）、敗者復活戦に出場した直後から一気に仕事が増えた影響で、お笑いのみでの生活が出来るようになる。
同年12月31日、初のよしもと公式での単独ライブ「スーパージュリエッ単」を開催。
2019年4月25日、『アメトーーク!』（テレビ朝日）に初出演。番組プロデューサーの加地倫三は『佐久間宣行のオールナイトニッポン0(ZERO)』（ニッポン放送）にゲスト出演した際に注目の若手芸人として金属バットの名前を挙げ、出演オファーをした際に一度断られて更に想いが強くなったことを明かしている。
2020年1月28日、前述の『ラジオバンダリー』の事実上後継番組にあたる『金属バットの声流電刹』が開始。以後毎週木曜日20時に更新。
2021年7月21日発売の『Quick Japan別冊 芸人雑誌3』の限定版で表紙を飾った。
同年12月1日、なんばグランド花月の本公演に初出演。以降もNGKには本公演・夜公演含め定期的に出演しており、これは劇場に一度も所属してない芸人としては異例のこと。また、よしもと漫才劇場所属ではないことからこれまで同劇場の寄席公演への出演は一切なかったが、2022年2月10日に森ノ宮よしもと漫才劇場での寄席公演にゲストとして初出演。
2022年5月29日、4年ぶりかつ初のなんばグランド花月での単独ライブ「GAINYA VICTORY OVER ZAN」を開催。
2023年2月19日、初の地上波ラジオ冠番組『金属バットの社会の窓』（ABCラジオ）が放送された。同年8月よりPodcastにてレギュラー化され、2024年4月1日から地上波に進出している。
2023年6月11日から4週にわたって、初の地上波テレビ冠番組『ダミ声ドキュメンタリーガラガラGO』（ABC朝日放送）が放送。

### 賞レース
『M-1グランプリ』にはNSC在学中の2006年から出場。2018年大会からラストイヤーの2022年大会まで5年連続で準決勝に進出したが、最終的に決勝戦に進出することはできなかった。特に2021年大会の敗者復活戦ではハライチに僅かに及ばす2位に終わっている。また、2019年大会・2022年大会ではGYAO!ワイルドカード枠での準決勝進出で、過去に2回ワイルドカードに選ばれたのは金属バットが唯一である。2022年大会では準決勝直前に友保が新型コロナウイルスに感染。復帰日が準決勝当日と重なり、当日は午前中に保健所の判断を受けて復帰した上で夕方の準決勝に出場した。
その一方で、M-1の予選会場で無料配布されるどん兵衛を毎年大量に持って帰る友保の姿が度々話題となり、2023年9月より「どん兵衛どろぼう」としてコンビ揃って日清食品公式のCMキャラクターに抜擢されている。
2023年、この年から始まった芸歴16年目以上の漫才師による大会『THE SECOND 〜漫才トーナメント〜』にエントリーし、決勝大会の「グランプリファイナル」に進出。これが金属バットにとって初の全国区賞レースでの決勝大会進出となった。翌年・翌々年も決勝進出を決め、大会唯一の3年連続ファイナリストとなっている。

### 喫煙
両者ともに喫煙者であり、YouTubeチャンネル『金属バット無問題』ではたばこや喫煙所にフォーカスを当てた動画が半数以上投稿されている。
小林はラッキーストライク（ソフト）を喫っており、過去にはゴールデンバットや手巻きたばこを喫っていた時期がある。
友保は当初ハイライトを喫っていたが、値上がりの影響を受けて現在はうるまを喫っている（その間にはしんせいの他、小林と同様に手巻きたばこを喫っていた時期もある）。

## 親交
三浦マイルドは金属バットのデビュー当時から自身のライブに呼んでおり、現在も「マイルド軍団」の一員として恒例のイベントに出演している。
ヤングともデビューしてすぐにインディーズライブ「キタイ花ん」で知り合い、以降長く交流がある。なお、後述の「漫才ブーム」の前身となる「漫才やめなさいライブ」はミルクボーイ、ツートライブ、ヤング（当時は「ぷくぷく隊」）、金属バットの4組で出演していた。年齢はヤングのほうが年下だが、ヤングが2003年結成で芸歴では先輩のため嶋仲・寺田両人に敬語で接している。
かつては「キタイ花ん」のほか、「コメディスタジアム」「爆笑!ドラゴンボール亭」「毒針」など数多くのインディーズライブに出演。その頃から交流のあるDr.ハインリッヒ、デルマパンゲとは2016年以降ユニットライブ「話をする人と話を聞く人」、2017年からはミルクボーイ、デルマパンゲ、ツートライブと「漫才ブーム」を開催し、現在も継続中。
また、インディーズ時代に共演していた村橋ステム、ポピー藤原、シーチキン佐野らは現在も交流がある。
バッファロー吾郎AはYouTubeにアップされているよしもと漫才劇場お披露目公演（2014年12月）をすぐにチェックし100組近くのネタを観た中で「一番面白かったのが金属バット」とのことで、すぐさまヤナギブソン（ザ・プラン9）に「金属バットっていう若手を知ってるか?」とメールを送ったことをヤナギブソン自身が語っている
同期の森田哲矢（さらば青春の光）、盛山晋太郎（見取り図）とは同郷。友保と盛山は小・中学校の同級生で、小林と盛山は幼稚園が一緒である（ただし、小林にその記憶は無い）。なお、2019年11月によしもと漫才劇場にて収録された見取り図の冠番組『ろくでなしミトリズ』（GAORA・大阪チャンネル）にさらば青春の光とともにゲスト出演、同期かつ同郷の3組の共演が実現した。
NSCでは見取り図、コマンダンテ、吉田たち、ヘンダーソンらと同期。友保は同期のボブ（元・プルートボブ）と同居中（小林も以前ボブとの同居経験がある）。
2015年以降、東京でのライブ出演増加に伴って東京芸人との交流機会も増加。馬鹿よ貴方は、ランジャタイらとはユニットライブを行ったほか、マヂカルラブリー、虹の黄昏とは2019年以降ユニットライブ「同じ匂い」を不定期で東京・ルミネtheよしもとにて開催。
里見まさと（ザ・ぼんち）は彼らを高く評価しており、「天辺へ行っててもおかしくないコンビ」「本当に力があるコンビ。僕が同じ世代だったら迷惑」と語っている。
ぼんちおさむも「彼達は、よう(漫才)勉強してはるわ。」と評価する一方「靴の踵を踏むな！(特に友保)」など身だしなみに対しては厳しくダメ出ししている。ザ・ぼんちの古希記念ツアーにもゲストとして出演。
中田カウスからはルミネtheよしもとの劇場出番で初めて一緒になった際、出番後楽屋に招かれて直接「面白い」「キャラが良い」と高い評価を受けた。
なんばグランド花月の新看板である中川家と海原やすよ ともこは2023年8月13日放送の『やすとも×中川家の旅はノープラン』（読売テレビ）内で『今一番気になる漫才師』として金属バットを挙げ、「昔の雰囲気がありながらもネタはちゃんとしていて面白い」「出囃子も面白い」「THE SECONDの決勝でもトップで立派にやっていた」と絶賛した。

## YouTubeでのラジオ配信
『金属バットのラジオバンダリー』（きんぞくバットのラジオバンダリー）は、金属バットがパーソナリティを務め、YouTubeにて配信されていたラジオ番組。2018年12月以降は月1回、大阪・ポストよしもとでの公開収録の模様がアップロードされていたが、2019年8月末にポストよしもとが閉館されて以降更新はストップ状態。その後、動画は全て削除され全289回が聴けない状態となっている。
2020年1月28日、新たなYouTubeチャンネルを開設し新番組『金属バットの声流電刹』（きんぞくバットのせいりゅうでんせつ）がスタート。毎週木曜日更新のラジオ番組ではあるが、今回からは動画付きでの配信となっている。サムネイルの挿絵はラジオバンダリーと同様に小林が担当。

### 金属バットのラジオバンダリー
当時全く仕事のなかった2人が「お互い全く会わないのをどうにかしよう」という理由で、2013年4月からスタート。当初は30分放送だったが、届いたメールを全て読むシステムだったため徐々にメール数が増えるにつれて時間が拡大。それにより2時間を越える放送回がしたため、第166回にて「来週から30分放送」と宣言し第167回は30分放送で行われた。しかし第168回からは小林がランダムでメールを選び紹介するシステムで1時間放送となった。
2018年9月まで収録は基本的に小林の自宅（バンダリースタジオ）で行われ、月1回ライヴ喫茶亀にて公開収録を開催。
2018年9月9日、あべのロフトで行われた金属バット公式グッズ即売会「金属バットのスーパー大B反市」内で公開収録を開催、この回（第281回）が最終回となり番組は5年5か月の歴史に幕を閉じた。
2018年12月30日、吉本公式のライブとして大阪・ポストよしもとにて公開収録が復活。翌日、3か月のブランクを経て第282回が公開され、その後は月1回の公開収録をポストよしもとが閉館する2019年8月まで実施。
芸人のリスナー、または後に芸人や裏方になるケースもある。
- - GOLF（バンダリーネーム：日雇い妊婦の遠慮）→NSCに面接で落ち、その後はヤングの個人事務所「フールズ」所属のピン芸人として活動。現在は東京に進出し、養成所を経てタイタン所属となる。金属バットのイベントにもゲスト出演していたほか、三浦マイルドのマイルド軍団の一員でもある。
  - サーヤ（バンダリーネーム：ラランドサーヤ）→お笑いコンビ「ラランド」のボケ担当。後に金属バットとは大阪でツーマンライブを開催したほか、ラランドの初単独ライブには金属バットとランジャタイがシークレットゲストとして出演。
  - 滝口 （バンダリネーム：ツインターボ滝口）→NSC大阪34期生。かつてお笑いコンビ「ツインターボ」として活動していたが、2019年に解散。
  - うまこ（バンダリーネーム：ガリガリのドーベルマン）→2016年から2023年まで社会人漫才コンビ「トルクレンチガールズ」として活動。M-1グランプリは2016年にナイスアマチュア賞受賞、2021年には3回戦進出。第43回ABCお笑いグランプリでは最終予選に進出。
  - 山田ボールペン（バンダリーネーム：掃いて捨てるほどのヤマダ）→元々は京都・大阪で活動していたが、東京に拠点を移して作家として活動中。春とヒコーキのYouTubeチャンネル「バキ童チャンネル」やオダウエダのYouTubeには出役としても出演しているほか、お笑いライブ制作団体「ライブマン」で数多くのライブ運営も行っている。
  - マエダ（オジムス、バンダリーネーム：オジサンのムスコに触ってみなよ）→作家として活動中。ヤング、にぼしいわし、オダウエダ、春とヒコーキなどのYouTubeを手掛けるほか、金属バットと黒帯のトークライブ「金属・黒帯のダルガラミ」も担当。

### 金属バットの声流電刹
2020年1月28日配信分の第0回にてタイトルと配信曜日を決定。レギュラー番組「金属バットもういっちょ」が毎週土曜日に配信されているのを考慮し木曜日更新とした。
ラジオバンダリー時代は小林の自宅での収録だったが、「声流電刹」は開始当初、基本的に東京での仕事のために宿泊しているホテルにて収録。その後第11回より、新型コロナウイルス感染拡大による社会情勢を考慮しそれぞれの自宅からのリモート収録となった。自粛明け以降は再び対面での収録となったが、スケジュールの都合で出番前の楽屋、もしくは吉本本館の会議室などでの収録に。
第53回（2021年1月28日配信分）をもって諸事情のため一旦休止、その後3か月の充電期間を経て再開。また第61回（2021年6月24日配信分）からは小林が描いたサムネイルの挿絵の制作過程が見れるようになるといった工夫がされている。

### パーソナリティ
- 金属バット（小林圭輔、友保隼平）

### テーマ楽曲
- オープニングテーマ：フィリピン国歌「最愛の地」
- エンディングテーマ：フランツ・シューベルト「野ばら」

### イベント
- 金属バットのラジオバンダリー公開収録（大阪・ライヴ喫茶亀→大阪・ポストよしもと）

### 過去のイベント
- トークイベント「ごみぽんぽこラジオバンダリー」（東京・Loft9 Shibuya、2018年2月13日） - 「新道竜巳のごみラジオ」パーソナリティの新道竜巳（馬鹿よ貴方は）・坂巻裕哉（マッハスピード豪速球）、「ランジャタイのぽんぽこラジオ」パーソナリティのランジャタイとの合同トークライブ。
- ラジオバンダリー5周年記念 金属バット第4回単独公演「大ラジオバンダリー」（大阪・十三シアターセブン、2018年4月6日） - 番組5周年を記念し開催した約2年ぶりとなる単独ライブ。
- 金属バットの声流電刹ライブ2025（大阪・COOL JAPAN PARK OSAKA TTホール、2025年1月12日）

### ゲスト
- 第10回、第200回（公開収録回）：ひらたい、不治ゲルゲ
- 第18回：田中大樹、別名：シアター稲葉（元：谷町ブリキッド）（ストレンジサニィシアター）
- 第18回・第100回（公開収録回）：木村堯由（元・鳥溶岩）
- 第21回・第69回・第80回・第84回・第88回：寺田晃弘（ヤング）
- 第33回・第169回（公開収録回）・第265回（公開収録回）：矢野号
- 第39回：不治ゲルゲ
- 第98回・第125回・第228回（偶然の電話出演）：西村俊輔（バネ）
- 第100回（公開収録回）：嶋仲拓巳（ヤング）
- 第139回（公開収録回）：虹（元・マザー周）
- 第143回（公開収録回）・第235回（公開収録回）：シーチキン佐野
- 第165回（公開収録回）：プルートサワイ（元・プルートボブ）、島田智和
- 第178回（公開収録回）・第235回（公開収録回）・第269回（公開収録回）：三輪善行（なにわプラッチック）
- 第178回（公開収録回）・第269回（公開収録回）：ポピー藤原
- 第196回（公開収録回）：斉藤紳士
- 第204回（公開収録回）：デルマパンゲ
- 第209回（公開収録回）：リボンズ
- 第213回（公開収録回）：ハブシセン
- 第217回（公開収録回）・第243回（公開収録回）：村橋ステム
- 第248回（公開収録回）：滝音
- 第252回（公開収録回）：戎
- 第261回（単独公演「大ラジオバンダリー」にて収録）：Aマッソ、デブスカジャン三木
- 第274回（公開収録回）・第278回（公開収録回）・第281回（公開収録回）・第289回（公開収録回）：GOLF[注 1]
- 第282回（公開収録回）：ジュリエッタ
- 第283回（公開収録回）：じょんがら兄弟
- 第284回（公開収録回）：マルセイユ
- 第285回（公開収録回）：祇園
- 第286回（公開収録回）：トット
- 第287回（公開収録回）：ぶるぼん
- 第288回（公開収録回）：ミルクボーイ

## 賞レース成績・受賞歴など

### M-1グランプリ
2020年までは結成年がNSC入学のタイミングである「2006年4月」とされていたが、「NSC在学期間中は芸歴に含めない」というM-1内のルールに基づき、2021年エントリーのタイミングで「2007年4月」に修正された。
| 年     | 結果         | エントリーNo. | 備考                                |
| ------ | ------------ | ------------- | ----------------------------------- |
| 2006年 | 1回戦敗退    | 695           | NSC時代                             |
| 2007年 | 1回戦敗退    | 不明          |                                     |
| 2008年 | 2回戦進出    | 不明          |                                     |
| 2009年 | 2回戦進出    | 不明          |                                     |
| 2010年 | 3回戦進出    | 2543          |                                     |
| 2015年 | 準々決勝進出 | 1835          |                                     |
| 2016年 | 準々決勝進出 | 2253          |                                     |
| 2017年 | 準々決勝進出 | 3256          |                                     |
| 2018年 | 準決勝進出   | 3072          | 予選21位、敗者復活戦8位             |
| 2019年 | 準決勝進出   | 3452          | GYAO!ワイルドカード枠               |
| 2020年 | 準決勝進出   | 3478          | 敗者復活戦7位                       |
| 2021年 | 準決勝進出   | 2460          | 敗者復活戦2位                       |
| 2022年 | 準決勝進出   | 3104          | ラストイヤー。GYAO!ワイルドカード枠 |

### THE SECOND 〜漫才トーナメント〜
| 年     | 結果                         |
| ------ | ---------------------------- |
| 2023年 | グランプリファイナル ベスト8 |
| 2024年 | グランプリファイナル ベスト4 |
| 2025年 | グランプリファイナル ベスト4 |

### その他
- 2008年 キングオブコント 1回戦敗退
- 2011年 日清食品 THE MANZAI 1回戦敗退
- 2013年 日清食品 THE MANZAI 2回戦進出
- 2014年 日清食品 THE MANZAI 2回戦進出
- 2018年 オールザッツ漫才2018「オールザッツレディオネタバトル」優勝
- 2018年 スピードワゴンの月曜the NIGHT～珍味だらけの奇人芸人レストラン～奇人”芸人No1決定戦 - 優勝
- 2019年 ルミネtheよしもと「幻のネタNo.1決定戦」優勝

## 出演

### テレビ
- ネタパレ（フジテレビ、2019年2月1日 - ） - 不定期出演
- ナイトinナイト 相席食堂（ABCテレビ、2019年4月9日 - ） - 「千鳥の野球チームを作ろう」コーナーレギュラー
- 金属バットもういっちょCSスペシャル（CSテレ朝チャンネル1、2022年4月17日） - 冠番組
- ちょいバラ「金属バットのダミ声ドキュメンタリー ガラガラGO」（ABCテレビ、2023年6月12日 - 7月3日・11月26日） - 冠番組[35][36]
- 金属バット漫遊記in宮古島（CS-TBSチャンネル1、2023年10月27日） - 冠番組

### WEB番組
- 金属バットもういっちょ（YouTube「もういっちょTV」（テレビ朝日運営）、2019年4月6日 - 2022年3月31日） - 冠番組[37]
- smaチル（17 Live、2020年6月12日） - MC
- オジサンズ8（FANYチャンネル、2025年3月25日 - ） - ガクテンソク、マシンガンズ、ザ・パンチとの冠番組

### ラジオ
- 金属バットのMusic Sound（GERA放送局、2021年6月30日 - ） - パーソナリティ[38]
- 金属バットの社会の窓 - パーソナリティ（ABCラジオ、2023年2月19日・2023年12月31日・2024年4月1日 - / ABCラジオPodcast配信、2023年8月25日 - ）

### 映画
- 「おばけ」（2020年4月20日公開） - 声の出演[39] - PFFアワード2019や映画祭での上映時点では「劇場でのお楽しみ」となっていた。

### CM
- 日清食品 どん兵衛「どん兵衛どろぼう」（2023年9月25日 - ）[22][23]

### ミュージックビデオ
- 斧出拓也「べっぴんさん」（2019年5月25日公開）[40]
- MOROHA「チャンプロード」（2022年9月1日公開）[41]
- a flood of circle「如何様師のバラード」（2023年2月21日公開）[42]

## 単独ライブ
- 金属バット単独ライブ「いきり立つ二本のバット」（2012年5月13日　大阪・ワッハ上方7Fレッスンルーム）
- 金属バットスーパープレーン単独ライブ（2013年8月9日　大阪・大阪城ホールコンベンションホール）[43]
- 金属バット単独ライブ「KAZOKU」（2016年8月29日 東京・新宿バティオス）
- 金属バット第四回単独公演「大ラジオバンダリー」（2018年4月6日 大阪・十三シアターセブン）
- 金属バット単独ライブ「スーパージュリエッ単」（2018年12月31日 大阪・道頓堀ZAZA Box）
- 金属バット単独公演「GAINYA VICTORY OVER ZAN」（2022年5月27日 大阪・なんばグランド花月）

## 連載
- 実話ナックルズ「金属バットのやから電話相談室」（大洋図書、2019年11月号 - ）
- 集英社オンライン「金属バットの酒辛肉鮪」（2024年1月1日 - ）